# Sergueï Golovkine
Pour les articles homonymes, voir Golovkine.
Sergueï Alexandrovitch Golovkine (en russe : Серге́й Алекса́ндрович Голо́вкин), né le 26 novembre 1959 à Moscou en URSS et exécuté par balle le 2 août 1996 à la prison de la Boutyrka, est un criminel soviétique et russe, tueur en série de garçons adolescents (pédophile) et sadique. Il a opéré dans le raïon d'Odintsovo de l'oblast de Moscou de 1986 à 1992.
Golovkine, ayant étudié des matières vétérinaires au cours de ses études agricoles, utilisait ses connaissances d'anatomie pour parfaire ses crimes. Il était très bien noté par son entreprise et avait même reçu une médaille d'argent au concours du Centre panrusse des expositions le 11 décembre 1989. Au début, Golovkine enlevait ses victimes au cours de rencontres fortuites. Plus tard, il les amenait avec sa voiture VAZ-2103. Il avait aménagé une chambre de torture dans le sous-sol de son garage dans la localité d'Ouspenskoïe et se débarrassait des restes des cadavres dans les forêts environnantes. Lors de l'enquête criminelle, à la suite d'un faux témoignage, on a longtemps cru qu'il s'appelait Fischer. Après sa capture, on l'a surnommé le Boa. Golovkine a été reconnu coupable de onze meurtres.

## Biographie
Golovkine est né à Moscou. Ses parents étaient froids et sévères avec lui. Le père à tendance légèrement alcoolique imposait à son fils une éducation spartiate, mais s'il était plutôt communicatif c'était sans chaleur humaine; sa mère quant à elle était soumise et distante, légèrement hautaine et ne parlant que si nécessaire, ne s'adressant aux gens que si cela lui était utile. Il n'était pas dans l'usage de cette famille d'exprimer ses émotions et l'enfant ne se sentait pas proche d'eux. Les parents se sépareront en 1988 lorsqu'il aura déjà commis ses premiers crimes.
Il est alors souffreteux, souvent malade de bronchite, d'entérite, de dyspepsie, et d'énurésie. Son père lui impose pour lui fortifier le caractère des douches glacées, ce qui à l'adolescence provoquera une période où Sergueï sera négligent dans sa toilette, allant jusqu'à choquer son entourage par sa malpropreté physique. Dans l'enfance et l'adolescence, il est calme de caractère, même timide et préfère les jeux en solitaire. Sergueï est scolarisé à l'école no 167 de Moscou qui regroupe des adolescents dont certains de classe plutôt aisée. Ses camarades de classe l'ont, plus tard, décrit comme introverti et transparent. Lui, avoua plus tard les avoir tous détestés. Armen Grigorian, qui était avec lui dans la même classe, se souvient d'un garçon qui était devenu musclé et grand, mais un peu voûté et boutonneux. Il ne parlait à presque personne, ne s'intéressait pas du tout aux filles et d'ailleurs à personne en général. Un autre ancien camarade de classe, S. Svobodine se rappelle: « les garçons qui plaisaient aux filles étaient bien habillés et devaient s'intéresser à la musique, or [Golovkine] était un peu voûté et avait de l'acné, personne ne faisait attention à lui. » Il se met aussi alors à fumer des cigarettes bon marché, pour échapper à ses complexes et à ses envies de masturbation qui apparaissent en pleine adolescence. Ses camarades d'école se passionnent pour des groupes de musique (certains formeront plus tard le groupe pop Crématorium), la guitare et les « booms », Sergueï n'y est pas invité et reste en dehors de la vie de l'école.
Il nourrit aussi des fantasmes sadiques. À treize ans, il torture un chat. Il se souviendra de cela plus tard dans les sensations qu'il suscite avec le corps de ses victimes. C'était un élève studieux, il a fini l'école secondaire avec une médaille d'argent.
À 18 ans toutefois, il s'est pris de passion pour les chevaux et l'équitation, ce que son père à l'époque a qualifié de « débile ». L'appartement familial se trouvait alors près d'un hippodrome et Sergueï y passait beaucoup de son temps libre, ayant l'impression d'« être dans la vraie vie ». C'est d'ailleurs pendant cette période qu'il fait la connaissance du seul camarade qu'il ait jamais eu et qui l'initie à l'équitation et au soin des chevaux. Golovkine a fait ensuite des études de zootechnie avec des cours de médecine vétérinaire à l'Académie d'agriculture Timiriazev de Moscou. Il reste à part de son entourage et s'il est invité avec un groupe d'amis de l'école, il reste dans un coin. À la fin de ses cours à l'académie, Golovkine a un jour subi une violente agression (dents et nez cassés, traumatismes crâniens) par une bande d'adolescents plus jeunes, ce qui va marquer à jamais son psychisme et déclencher chez lui une haine et une envie irrépressible de vengeance. Il s'est alors forgé intérieurement un profil d'ennemi à abattre qu'il devait punir à l'occasion : ce profil « idéal » est celui d'un adolescent frêle de 14-15 ans aux cheveux bruns. Il se forge des scénarios sexuels de plus en plus sophistiqués avec des envies frénétiques de vengeance. Ces séances de fantasmes sont toujours accompagnées de masturbation. C'est à cette époque que Golovkine trouve un emploi dans les haras d'élevage no 1 dans la localité de banlieue Gorki-10. Il y était le spécialiste en reproduction.

## Crimes
Golovkine a commis sa première tentative d'agression en 1982, à l'âge de vingt-deux ans, mais la victime a réussi à s'échapper. Deux ans plus tard à l'été 1984, il a agressé un jeune pionnier (scout soviétique) de quatorze ans - Andreï K. - qui s'était éloigné de son camp de vacances pour fumer une cigarette en cachette. Golovkine le menace d'un couteau, le déshabille et le pend à un arbre dans les bois, afin de l'observer et de jouir de ce spectacle. Le croyant mort, il a détaché et abandonné le garçon qui a eu la force de rentrer au camp, mais il ne se souvenait plus de rien. Le garçon a été soigné à l'hôpital pendant plusieurs semaines. Seul le témoignage de Golovkine lui-même, a permis, plus tard, de faire le rapprochement. Par la suite, Golovkine de plus en plus conscient de sa solitude sexuelle, se décide à « perdre sa virginité » et alors qu'il est entouré d'adolescents au haras, il se choisit un jeune garçon de dix-sept ans qu'il connaissait déjà. Il le fait boire et ils passent une partie de la nuit ensemble, mais lorsque Golovkine lui propose une fellation, le garçon se moque de lui et décline. Golovkine éprouve alors une grande honte. C'est le début d'une période de quelques mois de paralysie de la volonté chez Golovkine et de tendances suicidaires; il pense qu'il va être arrêté (l'homosexualité est encore un délit à cette époque en URSS, même si la majorité sexuelle est à quatorze ans). Sa frustration et son désir de vengeance n'en seront que plus intenses par la suite.
Le samedi 19 avril 1986 à cinq heures du soir, Golovkine est descendu du train à la station Katouar (ru) près de la localité de Nekrassovski du raïon de Dmitrov de l'oblast de Moscou. Dans la forêt avoisinante, il s'est dirigé du côté de la station du train de banlieue Troudovaïa et a croisé un garçon à vélo, Andreï Pavlov (16 ans), qui était là pour cueillir de l'eau de bouleau et l'offrir à ses grands-parents dans un village à côté. Golovkine l'a violé, puis l'a égorgé et a laissé le corps mutilé sur place. Les recherches de la police, prévenue par les parents, ont commencé dans la soirée même, c'est le propre père du jeune garçon qui a découvert son corps le lendemain matin. Golovkine a commis deux autres meurtres à quatre jours d'intervalle, toujours en 1986. On n'a pas découvert les corps tout de suite. Il s'est trouvé qu'un garçon à l'imagination débordante a raconté avoir vu un individu suspect qui amenait l'un des disparus en forêt. Le suspect aurait eu le nom de « Fischer » tatoué sur le bras. La milice (nom de la police soviétique) a perdu beaucoup de temps, en cherchant ce Fischer, avant que le témoin ne revienne sur ses déclarations. C'est ainsi que l'affaire est devenue l'« affaire Fischer ». Entre 1986 et 1992, ce sont plus de 47 000 personnes qui ont été contrôlées ou interrogées par la police, en premier lieu des malades sexuels, des psychotiques, des anciens prisonniers, des suspects, etc. Fischer est synonyme de terreur dans toute la région pendant des années.
Les crimes suivants se sont produits en 1988, dans le raïon d'Odintsovo. L'un des cadavres était écorché et sa peau jetée à côté comportait des traces de traitement par salaison. On a dressé le profil psychologique du tueur. Les experts ont conclu qu'il avait une expérience en dépeçage, qu'il avait une voiture et que c'était l'un des habitants des communes environnantes. En effet, en 1988, Golovkine avait acheté une voiture Jigouli (VAZ-2103). Désormais, il prenait ses victimes en stop, pour ensuite les amener dans son garage où il pouvait les torturer tranquillement. Il abordait les adolescents, en leur proposant de commettre quelques petits délits. Si ces derniers refusaient, il leur laissait la vie sauve, car il cherchait avant tout des « mauvais garçons ». En août 1990, un jeune garçon de la petite ville militaire d'Odintsovo-10 (aujourd'hui Vlassikha) disparaît. En octobre 1990, c'est au tour de deux autres adolescents, élèves de l'école secondaire Malo-Viazemskaïa d'Odintsovo, de disparaître. Leurs corps ne seront découverts que le 16 juillet 1991.
La milice a dû contrôler les bouchers, les chirurgiens et les médecins légistes des environs. La milice était venue plusieurs fois aux haras d'élevage no 1. Mais Golovkine passait toujours entre les mailles du filet. Il n'était pas sur la liste des habitants locaux ayant la propiska (permission de résidence) de Moscou.
Le 22 août 1991, il prend en autostop un adolescent né en 1976, Nikita B., habitant du sovkhoze Nevoline qui devait se rendre à Gorki-10. Après l'avoir violé dans son garage et atrocement mutilé, il enterre son cadavre dans les bois.
Dans la nuit du 21 au 22 avril 1992, il prend un garçon châtain en autostop qui s'avère être un voleur et le menace même d'un couteau. Mais Golovkine a le dessus, l'enferme dans la cave de son garage pour le violer, le torturer et le tuer. Le lendemain matin le sadique se rend tranquillement à son travail.
Le meurtrier a pourtant commis une erreur fatale, quand il est tombé le 14 septembre 1992 sur un groupe de trois amis à la gare de banlieue de Javoronki qui avaient l'habitude de partir le soir jouer aux machines à sous de la gare de Biélorussie à Moscou. Il discute avec eux et les retrouve le lendemain soir, pour leur proposer d'aller commettre un vol. Mais avant de monter dans sa voiture, les trois garçons ont fait part, dans les toilettes, de leurs projets à un quatrième qui, lui, a refusé d'aller avec eux, en devenant ainsi le témoin. Les corps des trois jeunes garçons horriblement mutilés sont découverts le 5 octobre 1992 dans les bois par des promeneurs en quête de champignons. Golovkine est arrêté le 19 octobre suivant, grâce aux déclarations du quatrième adolescent qui ne s'était pas joint aux trois autres. Son garage est fouillé le 21, on découvre qu'il avait creusé une cave de torture d'1,80 m sur 2,50 m aux parois bétonnées maculées de sang.
Golovkine reconnaît les jours suivants onze meurtres et actes de tortures. Il raconte les faits tranquillement et d'une voix monotone.

## Procès
Le procès en assises a lieu à huis clos. Golovkine est reconnu comme sain d'esprit, mais avec des tendances schizoïdes. Il est condamné le 19 octobre 1994 à être fusillé. La peine est exécutée le 2 août 1996. C'est la dernière peine de mort exécutée en Russie.

## Documentaires filmés
- (ru) la Russie criminelle: L'Affaire Golovkine. Le boa «Дело Головкина. Удав» (1995).
- (ru) TV MVD. Le Monstre «Нелюди» (1995).
- (ru) Diagnostique: maniaque sexuel (2004).
- (ru) Легенды советского сыска: Le Disciple de Tchikatilo «Ученик Чикатило».
- (ru) Документальный детектив: Le Boa «Удав».
- (ru) L'Affaire Fischer «Дело „Фишера“» (2011).
- (ru) La Chasse aux pédophiles série no 1 (Есть тема: "Охотники за педофилами", 2012).

## Source
- (ru) Cet article est partiellement ou en totalité issu de l’article de Wikipédia en russe intitulé « Головкин, Сергей Александрович (серийный убийца) » (voir la liste des auteurs).